# José Mendes Honório
José Mendes Honório foi um político brasileiro do estado de Minas Gerais. Foi deputado estadual em Minas Gerais de 1963 a 1987 (da 5ª à 10ª legislatura), sendo que em seu primeiro mandato, foi eleito pela UDN, ficando como suplente; no último, ficou como suplente, sendo eleito pelo PDS e nos demais foi efeitivo da Casa, eleito pela ARENA.